# دارفور مرکزی
دارفور مرکزی (به عربی: ولایة وسط دارفور) یک ایالت در سودان است که در دارفور واقع شده‌است.